# Шереметьева, Марина
Марина Шереметьева (ур. Афанасова; род. 7 июня 1963) — советская и молдавская шахматистка, мастер спорта СССР (1988), гроссмейстер среди женщин (1998). Четырёхкратная чемпионка Молдавской ССР и Молдавии по шахматам среди женщин (1978, 1987, 1988, 1992).

## Биография
Выпускница математического факультета Кишинёвского университета. Воспитанница тренера В. А. Чебаненко. Четыре раза побеждала на чемпионатах Молдавии по шахматам среди женщин (1978, 1987, 1988, 1992). В 1987 году в Краснодаре победила в Всесоюзном чемпионате профсоюзов по шахматам среди женщин. Два раза участвовала в финалах чемпионатов СССР по шахматам среди женщин (1988, 1989), в которых лучший результат показала в 1989 году, когда поделила 8—10-e место. В 1983 и в 1985 годах представляла команду Молдавской ССР в первенствaх СССР между командами союзных республик по шахматам. В 1991 году представляла команду Молдавской ССР на командном первенстве СССР по шахматам среди женских команд. В 1993 году была вторым призёром международного турнира по шахматам среди женщин в Бухаресте. В 1995 году в Кишинёве участвовала в межзональном турнире розыгрыша чемпионата мира по шахматам среди женщин.
Представляла сборную Молдавии на крупнейших командных шахматных турнирах:
- в шахматных олимпиадах участвовала пять раз (1992—1996, 2000—2002);
- в командном чемпионате Европы по шахматам участвовала в 1992 году.